# Чемпионат Бельгии по баскетболу
Баскетбольная Лига Бельгии (БЛБ) Дивизион 1 — высшее баскетбольное соревнования Бельгии, также известное под спонсорским названием EuroMillions Basketball League. Основана в 1928 году. До 2014 года по спонсорским причинам лига носила название Ethias League. В 2014 году лига получила название Scooore! League и просуществовала под ним вплоть до 2016 года, когда получила текущее название.

## Команды в сезоне 2016/2017
- Алстар
- Антверп Джайэнтс
- Виллебрук
- Лёвен Беарз
- Лимбург Юнайтед
- Льеж
- Бельфиус Монс
- Остенде
- Спиру Шарлеруа
- Брюссель

## Чемпионы
- 1928 : Брюссель
- 1929 : Даринг
- 1930 : Брюссель
- 1931 : Брюссель
- 1932 : Даринг
- 1933 : Брюссель
- 1934 : Даринг
- 1935 : Эмикол Спортив
- 1936 : Эмикол Спортив
- 1937 : Фреш Аэр
- 1938 : Фреш Аэр
- 1939 : Роиэл IV
- 1940 : Чемпионат не проводился
- 1941 : Чемпионат не проводился
- 1942 : Роиэл IV
- 1943 : Чемпионат не проводился
- 1944 : Чемпионат не проводился
- 1945 : Чемпионат не проводился
- 1946 : Семайллс
- 1947 : Семайллс
- 1948 : Семайллс
- 1949 : Семайллс
- 1950 : Семайллс
- 1951 : Семайллс
- 1952 : Роиэл IV
- 1953 : Роиэл IV
- 1954 : Роиэл IV
- 1955 : Хеллас Гент
- 1956 : Антверпсе
- 1957 : Роиэл IV
- 1958 : Роиэл IV
- 1959 : Антверпсе
- 1960 : Антверпсе
- 1961 : Антверпсе
- 1962 : Антверпсе
- 1963 : Антверпсе
- 1964 : Антверпсе
- 1965 : Расинг Клуб Мехелен
- 1966 : Расинг Клуб Мехелен
- 1967 : Расинг Клуб Мехелен
- 1968 : Стандард (Льеж)
- 1969 : Расинг Клуб Мехелен
- 1970 : Стандард (Льеж)
- 1971 : Бас Фрют Льер
- 1972 : Бас Фрют Льер
- 1973 : Р. Форд Антверпсе
- 1974 : Расинг Клуб Мехелен
- 1975 : Расинг Клуб Мехелен
- 1976 : Расинг Клуб Мехелен
- 1977 : Стандард (Льеж)
- 1978 : Фреш Аэр
- 1979 : Фреш Аэр
- 1980 : Расинг Клуб Мехелен
- 1981 : Сунаир Остенде
- 1982 : Сунаир Остенде
- 1983 : Сунаир Остенде
- 1984 : Сунаир Остенде
- 1985 : Сунаир Остенде
- 1986 : Сунаир Остенде
- 1987 : Расинг Клуб Мехелен
- 1988 : Телиндус Остенде
- 1989 : Расинг Клуб Мехелен
- 1990 : Расинг Клуб Мехелен
- 1991 : Расинг Клуб Мехелен
- 1992 : Расинг Клуб Мехелен
- 1993 : Расинг Клуб Мехелен
- 1994 : Расинг Клуб Мехелен
- 1995 : Телиндус Остенде
- 1996 : Спиру Шарлеруа
- 1997 : Спиру Шарлеруа
- 1998 : Спиру Шарлеруа
- 1999 : Спиру Шарлеруа
- 2000 : Расинг Антверп
- 2001 : Телиндус Остенде
- 2002 : Телиндус Остенде
- 2003 : Спиру Шарлеруа
- 2004 : Спиру Шарлеруа
- 2005 : Бре
- 2006 : Телиндус Остенде
- 2007 : Телиндус Остенде
- 2008 : Спиру Шарлеруа
- 2009 : Спиру Шарлеруа
- 2010 : Спиру Шарлеруа
- 2011 : Спиру Шарлеруа
- 2012 : Остенде
- 2013 : Остенде
- 2014 : Остенде
- 2015 : Остенде
- 2016 : Остенде
- 2017 : Остенде
- 2018 : Остенде
- 2019 : Остенде
- 2020 : Остенде
- 2021 : Остенде
- 2022 : Остенде
- 2023 : Остенде
- 2024 : Остенде

## Достижения клубов
| Клуб                | Титул(ы) | Сезон(ы) |
| ------------------- | -------- | --- |
| Остенде             | 23       | 1981, 1982, 1983, 1984, 1985, 1986, 1988, 1995, 2001, 2002, 2006, 2007, 2012, 2013, 2014, 2015, 2016, 2017, 2018, 2019, 2020, 2021, 2022 |
| Расинг Клуб Мехелен | 15       | 1965, 1966, 1967, 1969, 1974, 1975, 1976, 1980, 1987, 1989, 1990, 1991, 1992, 1993, 1994                                                 |
| Спиру Шарлеруа      | 10       | 1996, 1997, 1998, 1999, 2003, 2004, 2008, 2009, 2010, 2011                                                                               |
| Антверпсе           | 8        | 1956, 1959, 1960, 1961, 1962, 1963, 1964, 1973                                                                                           |
| Роиэл IV            | 7        | 1939, 1942, 1952, 1953, 1954, 1957, 1958                                                                                                 |
| Семайллс            | 6        | 1946, 1947, 1948, 1949, 1950, 1951 |
| Фреш Аэр            | 4        | 1937, 1938, 1978, 1979 |
| Брюссель            | 4        | 1928, 1930, 1931, 1933 |
| Стандард (Льеж)     | 3        | 1968, 1970, 1977 |
| Даринг              | 3        | 1929, 1932, 1934 |
| Бас Фрют Льер       | 2        | 1971, 1972 |
| Эмикол Спортив      | 2        | 1935, 1936 |
| Бре                 | 1        | 2005 |
| Антверп Джайэнтс    | 1        | 2000 |
| Хеллас Гент         | 1        | 1955 |